# Херес, Франсиско де
Франсиско де Херес или Франсиско Лопес де Херес (1497, Севилья — 1565) — испанский историк и завоеватель Перу. Оставил один из первых документов об Империи Инков.

## Отплытие в Америку
В 1514 году отправился с флотом под командой Педро Ариаса Давила из Санлукар-де-Баррамеда в направлении Панамы, где провёл следующие двадцать лет. В 1516 году сопровождал Васко Нуньес де Бальбоа в экспедиции по пересечению Панамского перешейка, добравшись до Тихого океана, после чего жил в городке Акла, как государственный нотариус.

## Экспедиция в Перу
В 1524 году присоединился в качестве секретаря и нотариуса к экспедиции в Перу Франсиско Писарро, Диего де Альмагро и Эрнандо де Люке. Присутствовал в Кахамарке при пленении правителя Инков Атауальпы, получив в свою очередь часть из его выкупа, и спустя некоторое время поломал ногу во время столкновения с войсками Инки. Этот несчастный случай повлиял на его возвращение в Испанию в 1534 году, где он заключил брачный контракт с Франсиской де Пинеда, дворянского происхождения девицей, посвятив себя морской торговле в Севилье. В 1554 году он возвращается в Индию, где и умер.

## Произведения
Он опубликовал свою Verdadera relación de la conquista del Perú y provincia de Cuzco, llamada la Nueva Castilla (Севилья, 1534) как опровержение книги Завоевание Перу, называемое Новая Кастилия, опубликованной несколькими месяцами ранее конкистадором Кристобалем де Мена. Произведение Хереса завоевало большую популярность, чем книга Кристобаля де Мена, по причине того, что Херес был официальным хронистом конкисты, как это хорошо было видно в нескольких изданиях и переизданиях «Правдивого доклада», осуществленных несколько лет спустя.
- «Завоевание Перу и провинции Куско». На сайте Восточная литература
- Verdadera relación de la conquista del Perú. Архивировано 8 января 2013 года. (esp) — 1534

## Издания
- 1534 Xeres (Francisco de). Verdadera relacion de la conquista del Peru y provincia del Cuzco. Sevilla. 1534. Fol.
- 1547 (Очередное издание.) Salamanca. 1547. Fol.
- 1547 (Очередное издание.) Madrid. 1547. Fol. (Published with Oviedo y Valdez' Chronica de las Indias. Valladolid. 1557.)
- 1556 Relatione della conquista fatta de F. Pizarro del Peru. See Ramusio (G. B.). Navigationi et Viaggi. Vol. 3. Venetia. 1556, etc. Fol.
- 1563 (Очередное издание.) 1563. Fol.
- 1749 (Очередное издание.) Conquista del Peru. // Barcia (D. A. G. de). Historiadores primitivos de las Indias occidentalas. Vol. 3. Madrid. 1749. Fol.
- 1849 (Очередное издание). Verdadera Relacion, etc. Edited by B. C. Aribau. Madrid. 1849. 8°. (Vol. 26, Bibliotheca de Autores Espagnoles.)
- 1891 (Очередное издание.) Madrid. 1891. (Coleccion de libros que tratan de America, raros y curiosos.)
- 1534 Libro Segunda delle Indie Occidentali. Vinegia. 1534, 4°.
- 1535 Libro primo de la conquesta del Peru et provincia del Cuzco de la Indie Occidentali. (Translated by Domingo de Gaztelu.) Vinegia. 1535. 4°.
- 1840 Relazione del conquisto del Peru e della provincia del Cuzco, etc. , traduttore D. Piccini. 1840. 8°. (Vol V., Marmochi’s Raccotta di Viaggi.)
- 1547 L’histoire de la terre nueve du Pent en l’lndie occidentale, translated by Jacques Gahory. Paris. 1547. (Pretends to be a summary of Oviedo’s work, but is a translation of Xeres.)
- 1837 Relation veridique de la conquete du Perou et dela province de Cuzco nomm£e Nouvelle Castille, etc. {Salamanque, 1547). Paris. 1837. 8°. (Vol. IV. Ternaux-Compans, Voyages, etc.)
- 1836 Geschichte der Entdeckung und Eroberung Piru’s. 1836. 8°. (Windermann and Hauff, Reisen und Landerbeschreibungen.)
- 1843 Geschichte der Entdeckung und Eroberung Peru’s, translated by P. H. Kulb. Stuttgart. 1843. 8°.
- 1872 A true account of the province of Cuzco, called New Castile, conquered by Francisco Pizarro, captain to his majesty the emperor, our master. {Salamanca, 1547. 2d ed.) Translated by C. R. Markham. London. 1872. 8°. (Hakluyt Soc. Pub., No. 48. Reports on the Discovery of Peru.)